# (4387) Tanaka
(4387) Tanaka (4829 T-2) – planetoida z pasa głównego asteroid okrążająca Słońce w ciągu 3 lat i 296 dni w średniej odległości 2,44 j.a. Została odkryta 19 września 1973 roku.